# Heggadihalli, Sakleshpur
Heggadihalli là một làng thuộc tehsil Sakleshpur, huyện Hassan, bang Karnataka, Ấn Độ.